# British Aerospace ATP
British Aerospace ATP — британский турбовинтовой авиалайнер для линий малой и средней протяженности. Разработан на основе самолёта Hawker Siddeley HS 748 и серийно производился предприятием British Aerospace в 1988–1996, всего выпущено 64 самолёта. Выпускался в пассажирской и грузовых модификациях. Причиной прекращения выпуска явилась невозможность успешной конкуренции с уже существующими на рынке машинами аналогичного класса — de Havilland Canada Dash 8 и ATR 42.

## Разработка
Самолет был разработан на основе модели HS 748 и, по сути, является её глубокой переработкой. Длина фюзеляжа увеличена до 26,01 м, размах крыльев — до 30,62 м, изменена конфигурация носовой и хвостовой части. Установлены новые турбовинтовые двигатели Pratt & Whitney Canada PW126 с низкооборотными шестилопастными винтами Hamilton Standard.
Первый полёт прототипа совершён в 1986 году. Самолёт показал хорошие взлётно-посадочные характеристики, в том числе и на относительно коротких полосах. Шумность самолёта на режиме большого газа также оказалась умеренной. В 1988 году самолёт вышел на внутрибританские линии.

## Эксплуатация
По состоянию на ноябрь 2011 года, в эксплуатации находилось 40 самолётов ATP (указана авиакомпания и число машин): West Air Sweden (12), Atlantic Airlines (12), NextJet Sweden (4), Deraya (2) and Air Go Airlines (1). Большинство машин эксплуатируются в грузовой конфигурации. Единственная авиакомпания, эксплуатирующая пассажирский вариант — NextJet Sweden.

## Лётно-технические характеристики
- Экипаж: 4 (2 лётчика, 2 бортпроводника)
- Пассажировместимость: 64
- Длина: 26,00 м
- Размах крыльев: 30,63 м
- Высота: 7,14 м
- Вес пустого: 13595 кг
- Максимальный взлётный вес: 22930 кг
- Силовая установка: 2×ТВД Pratt & Whitney Canada PW126, мощностью 2653 л. с. каждый
- Крейсерская скорость: 496 км/ч
- Дальность: 1825 км
- Практический потолок: 7600 м

## Потери
По данным портала Aviation Safety Network на 30 июня 2019 года в различных инцидентах было потеряно пять самолётов. В катастрофах погибло 50 человек. Один самолёт был угнан .
| Дата       | Бортовой номер | Место катастрофы             | Жертвы  | Краткое описание |
| ---------- | -------------- | ---------------------------- | ------- | --- |
| 23.12.1990 | G-OATP         | Аэропорт острова Мэн         | 0/73    | При посадке в сильный ветер выкатился за ВПП. Получил незначительные повреждения и был отремонтирован. |
| 04.04.1996 | н.д.           | Барисал                      | 0/н. д. | Сразу после взлёта неизвестный сообщил, что у него в портфеле взрывчатка и револьвер. Самолёт произвел посадку в аэропорту Барисал, где угонщик был задержан полицией. Оружия и взрывчатки у него обнаружено не было. |
| 19.04.1997 | PK-MTX         | близ Танджунгпандана         | 15/53   | Упал в рощу при заходе на посадку. |
| 11.12.1999 | CS-TGM         | Сан-Жоржи (Азорские острова) | 35/35   | Врезался в гору. |
| 15.06.2007 | VT-FFB         | аэропорт Ченнаи              | 0/н. д. | Жёсткая посадка. |
| 31.05.2013 | PK-DGI         | Вамена                       | 0/2     | Жёсткая посадка. |
| 04.03.2015 | PK-DGB         | Вамена                       | 0/2     | Жёсткая посадка. |